# Rostit humit
|  | Aquest article tracta sobre el rostit en cassola de fang típic de la cuina tradicional catalana. Si cerqueu rostit utilitzant el forn, vegeu «rostit al forn». |

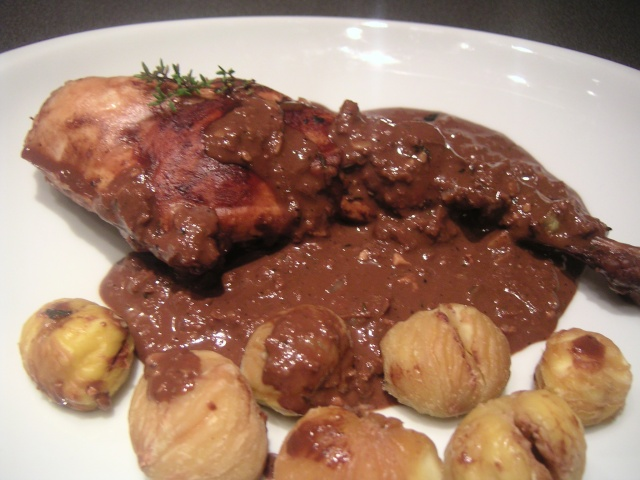
Un tros de conill rostit en cassola de fang acompanyat de castanyes

El rostit humit és el nom d'una tècnica de cocció molt popular i típica de la cuina catalana. Consisteix a coure aus, carns o caça estovant-les i enrossint-les amb la humitat que desprenen les verdures que es poden afegir. Generalment es fa en cassola de fang, per la qual cosa també és popularment coneguda com a rostit en cassola de fang, però les cuines elèctriques i d'inducció actuals de vegades inciten a fer-lo en altres cassoles, per exemple de ferro, que no sempre tenen les característiques de la terrissa. Aquest material ajuda que la cocció sigui suau i uniforme. En qualsevol cas, la cocció ha de ser sempre molt lenta i cal tapar la cassola. De vegades s'hi afegeix vi, vi ranci, aigua o un altre líquid, de tant en tant, si la humitat desapareix completament. Se sol acabar el plat amb una picada. En aquesta tècnica no s'usa el forn en cap moment. No hi ha de mancar mai el pebre negre ni la canyella.
El rostit humit pot fer-se amb un sol tipus de carn, per exemple el rostit humit de pollastre que apareix a La cuynera catalana, però sovint admet combinacions, com per exemple, pollastre i botifarra, conill, ànec, oca o xai. Segurament d'aquí ha sortit la idea de la graellada de carn mixta, molt típica de Catalunya i que en canvi sorpren per la seva originalitat als de fora.
La tècnica del rostit humit és una clàssica de la cuina de Catalunya. Cal tenir en compte però que "a la Catalunya Vella, quan diem rostit, ens solem referir a un rostit a la cassola -i potser no tant, però també al forn- però menys a la brasa, com en altres llocs dels Països Catalans".

## Rostit humit entatxonat
Una variant del rostit humit és una tècnica que ja es troba als receptaris medievals catalans i que se sol aplicar a carns més aviat eixutes, com la vedella o el xai. Consisteix a puntxar la carn, abans de coure-la, amb un puntó o un estri especial per a entatxonar, omplir-los amb all, julivert i trossets de cansalada, lligar-la amb fil de cuina i coure-la segons la tècnica del rostit humit. A Mallorca el xai cuit d'aquesta manera s'anomena simplement rostit, nom amb el qual també està descrita la recepta a l'Avisos o sian reglas senzillas a un principiant cuyner o cuynera adaptadas a la capacitat dels menos instruhits, de Felip Cirera.

## Tècniques diferents i similars
No s'ha de confondre aquesta tècnica amb la tècnica també anomenada rostit (vegeu rostit al forn) però a la qual els aliments es couen al forn, d'una manera semblant a a l'ast però sense l'eix o ast.
En canvi, és molt similar a una tècnica àmpliament utilitzada al Magrib, per exemple, a la cuina marroquina, a la qual s'utilitza com a recipient una tagina, una cassola de fang amb una tapa en forma de con i també de terrissa.